# 小行星2852
小行星2852（2852 Declercq）是一颗绕太阳运转的小行星，为主小行星带小行星。该小行星于1981年8月23日发现。
該小行星以發現者亨利·德波鸿诺的妻子德克勒克（Declercq）命名。

## 轨道参数
小行星2852的轨道半长轴为2.7836976 UA，离心率为0.088。